# Thomas Henry Carter
Thomas Henry Carter (Portsmouth, 1854. október 30. – Washington, 1911. szeptember 17.) az Amerikai Egyesült Államok szenátora (Montana, 1895–1901 és 1905–1911).